# Sólveig Anspach
Sólveig Anspach (Vestmannaeyjar, 8 de dezembro de 1960 — Drôme, 7 de agosto de 2015) foi uma cineasta e roteirista islandesa.